# Бальеста, Сальва
Сальва Бальеста (исп. Salvador "Salva" Ballesta Vialcho; род. 22 мая 1975, Сарагоса, Испания) — испанский футболист, нападающий, лучший бомбардир Ла Лиги 2000 года. По завершении карьеры игрока — футбольный тренер.

## Клубная карьера
Сальва родился в Сарагосе, но начал свою профессиональную карьеру в «Севилье» в 1995 году. В 1998 году Бальеста перешёл в «Расинг» из Сантандера, где сезоне 1999/00 с 27 мячами, стал лучшим бомбардиром Ла Лиги. В 2000 году Сальва подписал контракт с «Атлетико Мадрид», выступающем в Сегунде. В своём первом сезоне, он поразил ворота соперников 21 раз и помог выйти в высший дивизион.
Летом 2001 года Сальва подписал контракт с «Валенсией». В своём первом сезоне нападающий помог, «летучим мышам» стать чемпионами после 31-го перерыва. В следующих сезонах Бальеста мало выступает за команду, в основном катаясь по арендам в «Болтон», «Малагу» и «Атлетико». «Болтону», он помогает избежать вылета из Премьер-лиги, а с «Малагой» в 2005 подписывает полноценный контракт.
В январе 2007 года Сальва на правах аренды переходит в «Леванте». 4 февраля в своём дебютном матче против мадридского «Реала», он забил первый гол. После окончания аренды Бальеста вернулся в «Малагу», где забив 7 голов помог команде выйти в Ла Лигу.
В 2009 году, в последние часы летней трансферной кампании, Сальва подписал контракт по схеме 1+1 с клубом «Альбасете». На протяжении своего первого сезона, он был резервным игроком, в большем количестве матчей выходя на замену. Бальеста стал одним из 14 футболистов, с которыми клуб не стал продлевать контракт и Сальва вместе со своим партнёром по команде Франсиско Арнау вернулся в «Малагу» в качестве тренера молодёжной команды.

## Международная карьера
26 января 2000 года в товарищеском матче против сборной Польши Бальеста дебютировал в сборной Испании, заменив во втором тайме Исмаэля Урсаиса.

## Достижения
Командные
 «Валенсия»
- Чемпионат Испании по футболу — 2001/2002

Международные
 Испания (до 21)
- Чемпионат Европы по футболу среди молодёжных команд — 1998

Индивидуальные
- Трофей Пичичи Ла Лига — 1999/2000
- Трофей Пичичи Сегунда — 2000/2001